# Ермис Лафазановски
Ермис Илиев Лафазановски (на македонска литературна норма: Ермис Лафазановски) е писател, романист, есеист и драматург от Северна Македония.

## Биография
Роден е в 1961 година в Клуж, Румъния в семейството на Илия (Ильо) Лафазанов от костурското село Въмбел. Основно и средно образование завършва в Скопие, след което завършва Филологическия факултет на Скопския университет, група „македонски език“. Прави магистратура и докторат в същия факултет. Работи в Института за фоклор „Марко Цепенков“. Член е на Дружеството на писателите на Македония от 1994 година и на Македонския ПЕН център. Преподава във Факултета за драматично изкуство в  Скопие.